# Pałac w Łupkach
Pałac w Łupkach (niem. Schloss Lehnhaus) – zabytkowy pałac w Wleńskim Gródku części wsi Łupki (województwo dolnośląskie), w Polsce, w powiecie lwóweckim, w gminie Wleń.

## Historia
Wybudowany w XVII w. na podzamczu; obiekt ten ufundowany przez Adama von Kaulhaus (pułkownik króla Francji Ludwika XIII) w latach 1653–1662 prezentuje styl barokowy, który to z kolei zawdzięcza przebudowie dokonanej po zakupie w 1730 przez hr. Jana Karola Grünfelda. Na uwagę zasługują znajdujące się wewnątrz freski z XVII w., kamienna klatka schodowa. W szycie nad wejściem umieszczono herby Jana von Grünfelda i jego żony z domu von Unruch. Obiekt jest częścią zespołu pałacowego, w skład którego wchodzi jeszcze park; pawilon ogrodowy z początku XVIII w.; gołębnik z końca XVIII w.

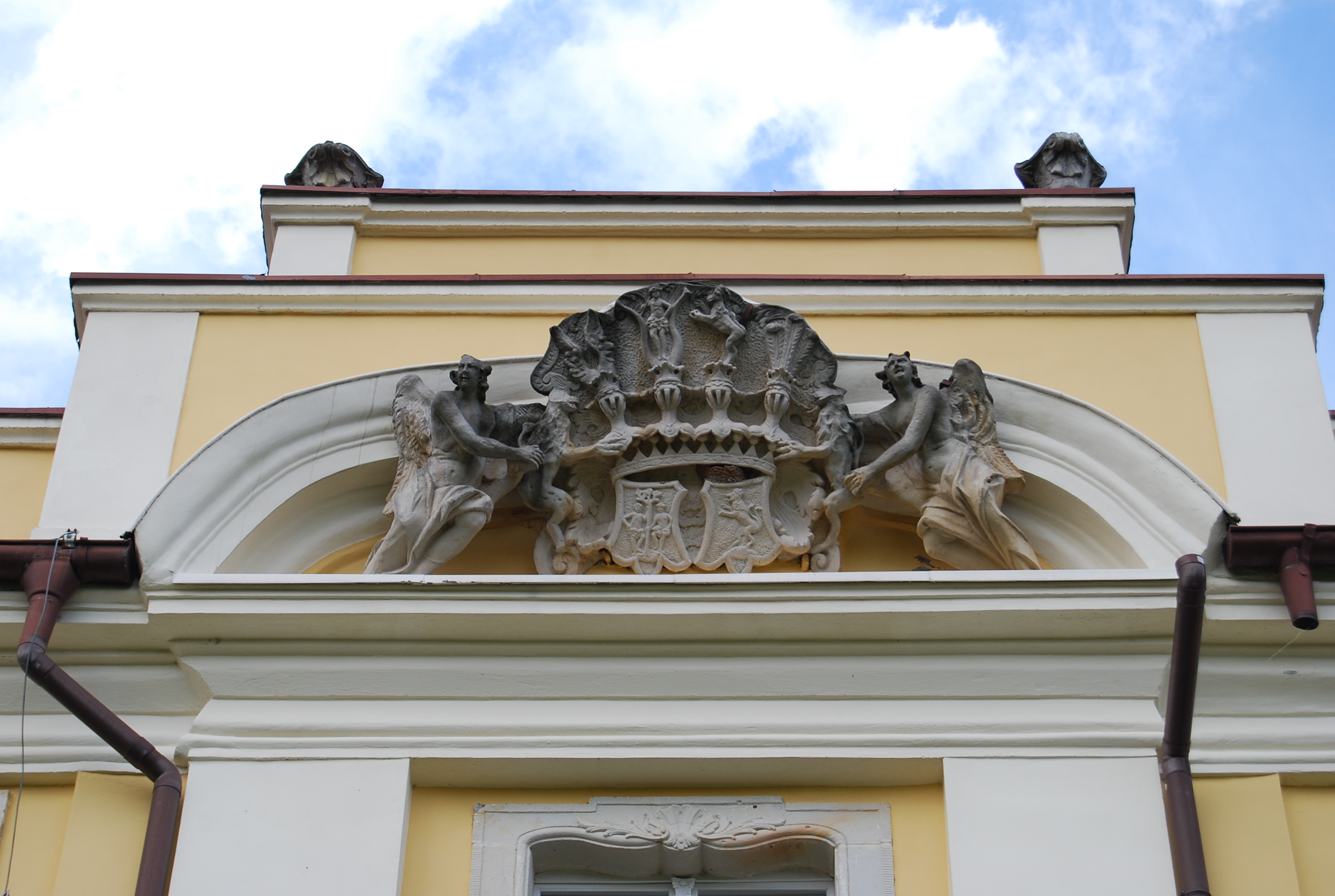
Fronton z herbami von Grünfeld i Unruh
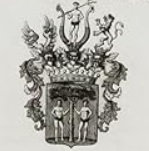
Herb von Grünfeld
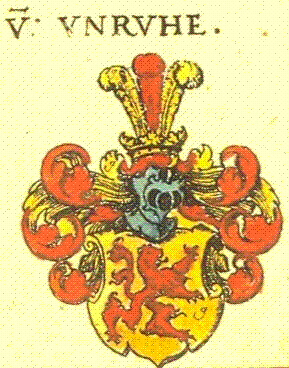
Herb von Unruh